# Paolo Attavanti
Paolo Attavanti, al secolo Francesco (Firenze, 1445 – convento dell'Annunziata, 1499), è stato un religioso italiano.

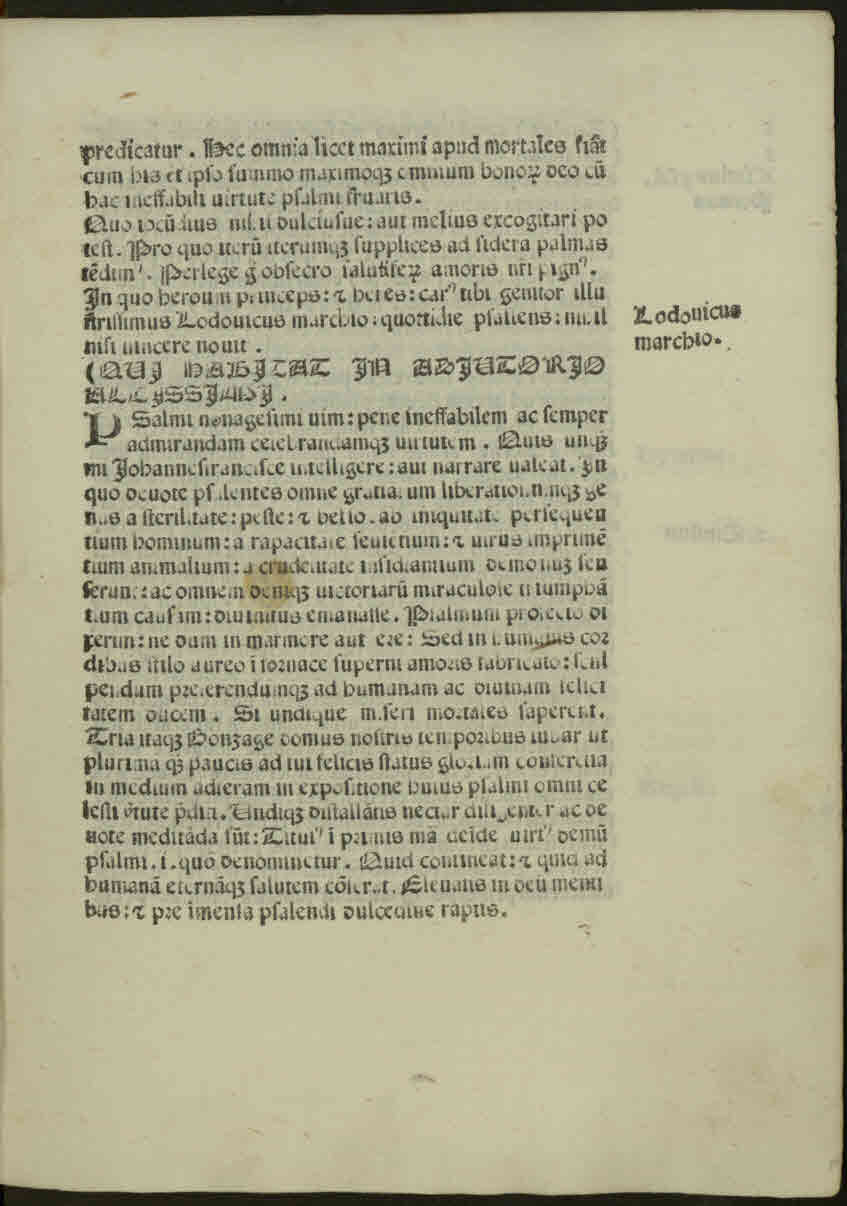
Commento de salmo 90

Nacque in una famiglia agiata, figlio di Antonio di Giusto. Ebbe per maestri i vescovi di Cortona Matteo "de Ughis" e Mariano Salvini e il priore dei convento Leonardo "Bartholomei" di Firenze (m. 1465).
Fu ordinato nel 1456; nel 1462 era diacono e poi (forse nel 1463) sacerdote. Divenne un predicatore e insegnante di fama nonché "magister in theologia" nel 1467 e "doctor in utroque" a Pisa intorno al 1470. Nel 1471 fu incarcerato e nel 1472 entrò nel collegio dei teologi in Siena.

## Opere

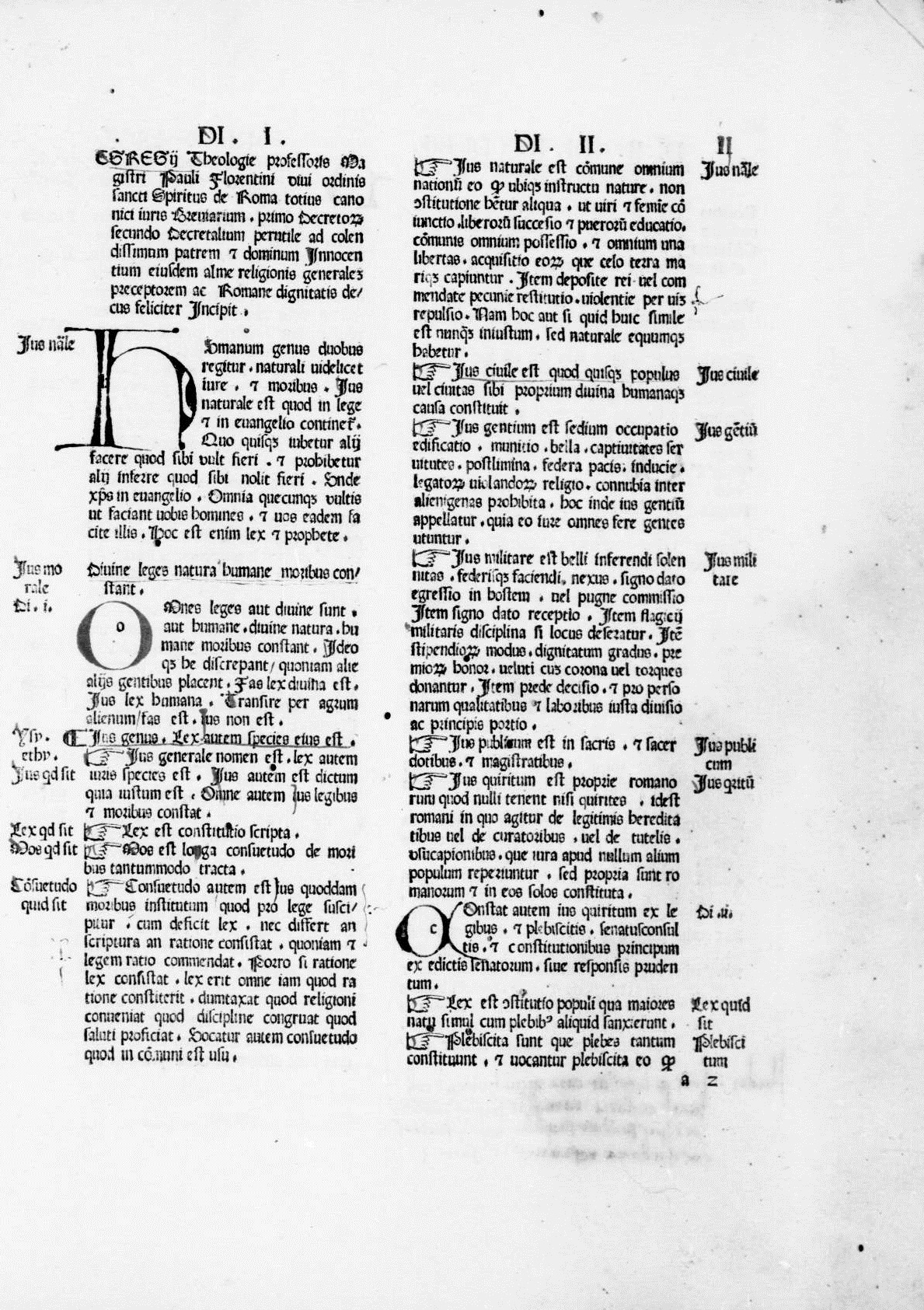
Breviarium totius iuris canonici, 1479

- (LA) Breviarium totius iuris canonici, Milano, Leonard Pachel & Ulrich Scinzenzeler, 1479.
- (LA) Sette salmi penitenziali, Milano, Leonard Pachel, Ulrich Scinzenzeler, 1480.
- (LA) Confessione utile e breve, Milano, Giovanni Antonio d'Onate, 1485.
- (LA) Commento de salmo 90. (Qui habitat in adiutorio Altissimi), Pavia, Cristoforo Cani, [circa 1495].